# Зилюк Юрій Олексійович
Юрій Олексійович Зилюк (літературний псевдонім Вовк Юрко, народився 14 липня 1955 у селі Звиняче Горохівського району на Волині) —  український поет, прозаїк і документаліст, член Національної спілки письменників України (з 2014).

## Життєпис
Закінчив факультет журналістики Львівського державного університету імені Івана Франка. Працював у районних, обласних, республіканських газетах, на телебаченні в Україні та за кордоном.
У 1986 брав участь у ліквідації наслідків аварії на ЧАЕС.

## Творчість
Написав документальну повість «Попіл Чорнобиля».
Автор книг «Ще не пізно все змінити», «Гра у безкінечність», «Чорнобильський роман», «Доки смерть не розлучить нас», «Пам'ять крові».